# タムロン
株式会社タムロン（英: Tamron Co.,Ltd.）は、日本のレンズメーカー。埼玉県さいたま市見沼区に本社を置く。写真関連のレンズ製造だけではなく、監視＆FA関連のレンズやカメラモジュールの製造も手掛ける。

## 概要
1950年、埼玉県浦和市に社員数13名の「泰成光学機器製作所」を創業。当初は、双眼鏡レンズの研磨加工の下請けをしていたが、ほどなくレンズ製造を始める。1952年、田村右兵衛が参画、光学設計部門を確立し、双眼鏡の開発をすすめる。1958年には、初の自社ブランドの写真用交換レンズ「135mm F/4.5（Model #280）」を発売。その後もカメラ用レンズの製造販売を続ける。現在では、各社一眼レフカメラ用交換レンズやミラーレスカメラ用交換レンズを販売している。産業用には、監視カメラレンズ・カメラの製造や、マシンビジョン用レンズを販売している。

## 沿革
※タムロンの歴史 (沿革)|企業情報|株式会社タムロン - TAMRON (外部サイト)
- 1948年（昭和23年）10月 - 泰成光学工業株式会社、浦和市大谷場北原に設立。 写真レンズ，広視界双眼鏡、光学機械設計製作、交換レンズ、テレビジョンレンズ、射撃照準眼鏡。[2]
- 1950年（昭和25年）11月 - 泰成光学機器製作所として創業。
- 1952年（昭和27年）10月 - 泰成光学工業株式会社として設立。
- 1957年（昭和32年）- 世界初の一眼レフカメラ用マウント交換方式”T”マウントを開発。
- 1958年（昭和33年）8月 - 「タムロン」を自社のブランド名として採用。初の自社ブランドの写真用交換レンズ「135mm F/4.5（Model #280）」を発売。
- 1959年（昭和34年）9月 - 本社工場を大宮市蓮沼（現・さいたま市見沼区蓮沼）に建設。
- 1970年（昭和45年）4月 - 社名をブランド名と同じ「タムロン」に変更。
- 1976年（昭和51年）9月 - 東京都北区滝野川に本社を移転。
- 1979年（昭和54年）4月 - ニューヨーク市に現地法人タムロンインダストリーズInc.（後のTAMRON USA,Inc.）を設立。
- 1982年（昭和57年）
  - 9月 - 西ドイツにタムロンフェアトリーブスG.m.b.H.（後のTAMRON Europe GmbH.）を設立。
  - 11月 - タムロンホンコンLdd.を設立。
- 1984年（昭和59年）
  - 2月 - 青森県浪岡町に「株式会社オプテックタムロン」を設立。
  - 8月 - 株式店頭公開（現・ジャスダック）。
- 1985年（昭和60年）12月 - 株式会社ファイン技研を設立。
- 1995年（平成7年）
  - 4月 - イギリスにタムロン U.K. Ltd.を設立。
  - 7月 - ブロニカ株式会社の株式を取得。
- 1997年（平成9年）
  - 5月 - 香港にタムロン工業香港有限公司を設立。
  - 7月 - 広東省の仏山市にタムロン光学有限公司を設立。
- 1998年（平成10年）7月 - ブロニカを吸収合併。
- 2000年（平成12年）6月 - フランスにTAMRON FRANCE EURL.を設立。
- 2005年（平成17年）
  - 4月 - 埼玉県さいたま市見沼区蓮沼に本社を移転。
  - 10月 - 上海に騰龍光学（上海）有限公司を設立。
- 2006年（平成18年）11月13日 - 東京証券取引所第一部上場。
- 2012年（平成24年）
  - 3月 - ロシアにTAMRON (Russia) LLC.を設立。
  - 5月 - ベトナムにTAMRON OPTICAL (VIETNAM) CO., LTD.を設立。
- 2013年（平成25年）3月 - インドにTAMRON INDIA PRIVATE LIMITEDを設立。
- 2015年（平成27年）6月 - 株式会社宏友興産を吸収合併。
- 2017年（平成29年）5月 - 東明技研株式会社の株式を取得し、子会社とする。
- 2020年（令和2年）
  - 7月 - 同年3月に株式を取得し、子会社化した株式会社ニューウェルを清算。
  - 11月 - 希望退職者200人の募集と役員報酬の減額を発表。
- 2021年（令和3年）6月 - 「ISO13485:2016」の認証取得。
- 2023年（令和5年）11月 - 前・元社長2代にわたる1億6000万円の経費の私的使用と処分を公表。

## 社名
同社のブランドであり、社名の「タムロン」は、光学設計の第一人者であり同社の光学技術の基礎を築いた田村右兵衛の姓を由来としたものである。田村のタムと1950年代半ばに取引先だったカメラメーカー「タロン (カメラ)」のロンをとってタロン社の社長がタムロンと名付けたのが始まり。1958年に商標登録し、1970年より社名としても使用。田村右兵衛は1910年群馬県多野郡生まれで、独学でレンズ光学を学び、日本光学を経て泰成光学で技術部長などを務め、のち相談役となった。

## 歴代社長
1. 渡辺冨士雄 ‐ 創業メンバー。大株主。相談役
2. 新井健之 ‐ 1918年生。中央大学専門部法科卒。陸軍高射第1師団 (日本軍)参謀部を経て、1949年泰成光学機器製作所長、1952年専務、1959年社長、1986年会長。[4]
3. 菱川進 ‐ 1937年生。1961年早稲田大学法学部卒。[5]
4. 野口一康（1998-2001） ‐ 1936年生。埼玉県立熊谷商業高等学校卒。1957年入社　[6]
5. 小野守男（2002-2016） ‐ 1948年生。高校卒業後、自動車部品メーカーを経て1974年入社、1978年取締役。2023年に在職中の経費不正使用が発覚。[7][8]
6. 鰺坂司郎（2016-2023） ‐ 1954年生。立命館大学経済学部卒業後、1978年入社、専務を経て2015年副社長、翌年社長に就任したが不正行為により解任。
7. 桜庭省吾（2023-） ‐ 1958年生。弘前大学理学部物理学科卒業後、1981年入社、2016年副社長を経て2023年前社長解任により社長就任。[9][10]

## 不祥事
2023年11月、同社は元社長・小野守男が1億3000万円超、その後任の前社長・鰺坂司郎が3000万円超にのぼる会社の経費を中国人女性との飲食など私的に流用していたと発表した。同年8月には鯵坂前社長が解任され、不正行為に加担した常務取締役・大塚博司も平取締役に降格処分された。
11月21日、経営責任を明確にするため、桜庭省吾社長の月額基本報酬を3カ月間、20％減額すると発表した。不正が発覚した歴代2社長らに対しては損害賠償を請求する。大塚博司は同日付で取締役を辞任した。

## 製品の特徴

### 写真撮影用レンズ
一眼レフカメラ専用レンズを中心に小型軽量かつ安価なレンズの生産を得意とする。工業用のプリズム原器やレンズ原器製作の技術を持ち、コーティング技術に優れる。同社はBBAR（Broad Band Anti-Reflection）コーティングの他、ナノテクノロジーによるeBANDコーティング技術を持つ。VC（Vibration Compensation ）機構という自社独自方式のレンズ内手振れ補正機構は評価が高い。近年は一眼レフ専用レンズの他、ミラーレスカメラのレンズの充実化を進めている。また、タムロンの全てのレンズには、モデル番号（272Eなど）がつけられている。

#### マクロレンズ
1979年に、ポートレート撮影にも配慮した90mmF2.5マクロ（52B）を発表。このモデルは「ポートレート・マクロ」と呼ばれて大ヒットした。その後52Bは鏡胴に工業プラスチックを採用した52BBやオートフォーカス版の152Eに改良されて販売が続けられた。しかし、これらのモデルはハーフマクロであったため、後に登場した他社のマクロレンズに比べるとスペック上で見劣りするようになり、1996年に等倍撮影対応のSP AF90mmF/2.8（172Eおよび72B）にフルモデルチェンジした。2004年には、172Eをデジタルカメラ向けのコーティングに改良したSP AF90mm F/2.8 Di（272E）が発売され、2020年現在も発売されておりロングセラーとなった。2013年には、光学系を一新し、eBANDコーティングを利用したF004が発売された。このレンズはリングタイプの超音波モーター「USD」と手ブレ補正機構「VC」を搭載している。2017年には、F004の手ブレ補正機構を改良したF017が発売された。
これらのレンズの他、2003年にはSP180mm F3.5 Di LD[IF] MACRO 1:1（B01E）が、2009年にはAPS-C一眼レフ専用のSP AF60mm F/2 Di II LD [IF] MACRO 1:1（G005）が発売された。

#### 高倍率ズームレンズ
1992年に、AF28-200mm F/3.8-5.6 Aspherical（71D)が発売された。このレンズは、当時の社長である菱川進が「タバコサイズでレンズを作れ」という指令のもと、コンパクトなサイズなレンズであった。71Dは高倍率ズームというそれまでの常識を覆す商品となり、業界に衝撃を与えた。71Dのヒットにより高倍率レンズというジャンルを確立、望遠側を伸ばした28-300mmや広角側を伸ばした24-135mmなどを発売。現在では、さらにラインナップが充実し、APS-C一眼レフ専用の18-200mm F/3.5-6.3 Di Ⅱ VC（B018)、18-270mm F/3.5-6.3 Di Ⅱ VC PZD（B008）、16-300mm F/3.5-6.3 Di Ⅱ VC PZD MACRO（B016）、18-400mm F/3.5-6.3 Di II VC HLD（B028）、フルサイズ一眼レフ用では、28-300mm F/3.5-6.3 Di VC PZD（A010）が存在する。

#### 大口径ズームレンズ
2003年に、SP AF28-75mm F/2.8 XR Di LD Aspherical [IF] MACRO（A09）が発売された。大口径標準レンズといえば重量800g前後の重量級かつ大柄で10万円前後と高価であったが、A09は重量510gで軽量かつスリムでなおかつ5万円程と安価であり、最短撮影距離0.33mで近接性能にも優れる。さらに、APS-C一眼レフ専用であるSP AF17-50mm F/2.8 XR Di II  LD Aspherical [IF] （A16）も発売された。2012年には、大口径標準ズームレンズとして初めて手ブレ補正機構「VC」を搭載した、SP 24-70mm F2.8 Di VC USD（A007）が発売された。
その後、一眼レフ用のレンズとしては、標準ズームレンズであるSP 24-70mm F/2.8 Di VC USD G2（A032）だけでなく、望遠ズームレンズであるSP 70-200mm F/2.8 Di VC USD G2（A025）や広角ズームレンズであるSP 15-30mm F/2.8 Di VC USD G2（A041）が発売されていた。

#### ミラーレスカメラ用交換レンズ
2012年に、ソニーEマウント用のレンズとして18-200mm F/3.5-6.3 Di Ⅲ VC（B011）が発売された。また、2014年にはタムロン初となるマイクロフォーサーズ用レンズ14-150mm F/3.5-5.8 Di III（C001）が発売された。これらのレンズは、エントリーユーザーを対象としており、安価で高倍率ズームである。2018年に、ソニーEマウント用フルサイズ対応のレンズとして28-75mm F/2.8 Di III RXD（A036）が発売された。このレンズは、焦点距離の倍率を短くすることで、大口径レンズでありながらコンパクトなサイズを実現した。A036は爆発的に売れ、2019年カメラ記者クラブ賞をはじめ、様々な賞を受賞した。2019年には同様のコンセプトのレンズである17-28mm F/2.8 Di III RXD（A046）、2020年には70-180mm F/2.8 Di III RXD（A056）が発売された。

#### マニュアルフォーカスレンズ
タムロンのマニュアルフォーカスレンズは交換マウント方式を採用しており、別売専用マウントアダプターと組み合わせることでマウントの異なる複数メーカーのカメラに対応することができた。オートフォーカスレンズは信号伝達が電子化複雑化したため各社別の固定マウントになったものの、1990年代はマニュアルフォーカスカメラの需要が残っていたこともあり、オートフォーカスレンズと光学系が同一設計のマニュアルフォーカスレンズも新規に発売していた。2000年以降はデジタルカメラの販売数増加に伴い、フィルムカメラの需要が激減したことで、フィルムカメラ用マニュアルフォーカスレンズも需要減となり、2006年に生産を終了した。使用されたマウントとしてTマウント、アダプトマチック、アダプトール、アダプトール2が存在する。

### CCTV用レンズ
写真用レンズと同様バリフォーカルレンズ（ズームレンズからフォーカス連動機能を抜いて簡略化したもの）を主な武器として大きなシェアをもつ。

### OEM
カメラつき携帯電話やデジタルカメラに内蔵するレンズユニットなどを生産。またコニカミノルタの17-35mmF2.8-4と28-75mmF2.8、ペンタックスの28-200mmF3.8-5.6等一部のオートフォーカス一眼レフカメラ用レンズがメーカー純正品として供給されていた。2023年現在はNIKONのフルサイズミラーレス用、2022年1月発売のNIKKOR Z 28-75mm f/2.8、2023年7月発売のNIKKOR Z 70-180mm f/2.8をいずれも既存のTAMRON製レンズの細部仕様変更でOEM生産する。

### カメラ
1995年にブロニカカメラの株式を取得、1998年に吸収合併し中判カメラシステムを展開していたが2005年に製造終了した。

## 企業活動
- タムロンマクロレンズ フォトコンテスト - 2004年から開催されているマクロレンズで撮影された写真のみを対象としたフォトコンテスト[20]。
- タムロン鉄道風景コンテスト - 2008年から開催されている鉄道をテーマとした写真を大賞としたフォトコンテスト[21]。
- 障害者アスリート支援[22]
- ロコ・ソラーレ - 公式スポンサー。北海道北見市常呂町を拠点として活動する 女子カーリングチーム。